# Torre del Suro
La Torre del Suro és una torre construïda al barri del Guinardó de Barcelona durant la primera dècada del segle xx, d'estil modernista. Se'n desconeix l'origen del nom. L'any 1948 la seva propietària, Àngels Roca, la va donar als Germans Camils, que la convertiren en una residència hospitalària per a malalts de tuberculosi, malaltia típica de la postguerra. Al seu costat s'edificà la Casa de Repòs Sant Camil, inaugurada el 21 de novembre de 1954, amb 60 llits i un ampli dispensari. Uns anys més tard la institució dirigí els seus esforços a cuidar noies i nois amb disminucions psíquiques. El 1993 varen inaugurar, al costat de la casa de repòs, el Taller Escola Sant Camil. A la Torre del Suro hi va residir des que es va jubilar fins a la seva mort l'any 1996, Narcís Jubany, cardenal i arquebisbe de Barcelona.